# TerraSAR-X
TerraSAR-X („Terra“: lateinisch für die Erde, SAR: Synthetic Aperture Radar, „X“ für das X-Frequenzband [Mikrowellen, 8–12,4 GHz]) ist ein deutscher Erdbeobachtungssatellit, der im Rahmen einer Public-Private-Partnership (PPP) zwischen dem DLR und Airbus Defence and Space realisiert wurde. Die exklusiven kommerziellen Nutzungsrechte liegen bei der Airbus Defence and Space GmbH. TerraSAR-X wurde am 15. Juni 2007 gestartet und hat im Januar 2008 seinen operativen Betrieb aufgenommen.
Mit seiner aktiven phasengesteuerten Antenne (Wellenlänge 31 mm, Frequenz 9,65 GHz) akquiriert TerraSAR-X neue, hochauflösende Radardaten, während er in einer nahezu polaren Umlaufbahn in 514 km Höhe um die gesamte Erde kreist. Die Umlaufbahn ist so gewählt, dass der Satellit in einem sonnensynchronen Dusk-dawn-Orbit fliegt. Das bedeutet, dass der Satellit entlang der Tag-Nacht-Grenze der Erde fliegt und der Sonne immer dieselbe Seite zuwendet. Dies dient insbesondere einer optimalen Energieversorgung durch die Solarzellen. TerraSAR-X kann unabhängig von Wetterbedingungen und Beleuchtungszustand zuverlässig Radardaten mit bis zu 1 m Auflösung aufnehmen. Das ursprünglich gesetzte Ziel einer Lebensdauer von mindestens fünf Jahren war Anfang 2019 um mehr als sechs Jahre überschritten.

## Merkmale von TerraSAR-X
- Geometrische Auflösung von bis zu 1 m unabhängig von Sonnenstand und Wetterbedingungen

- Gute radiometrische Genauigkeit (hohes Signal-Rausch-Verhältnis)

- Abbildung eines beliebigen Punktes auf der Erde innerhalb von max. 2,5 Tagen (durch Änderung des Blickwinkels)

- Hohe Flexibilität (schnelles Umschalten zwischen Aufnahmemodi und Polarisationen)

## TerraSAR-X-Aufnahmemodi
TerraSAR-X erwirbt Radardaten in den folgenden drei Haupt-Aufnahmemodi:
HighResolution SpotLightbis zu 1 m Auflösung, Szenengröße 10 km (Breite) × 5 km (Länge)
StripMapbis zu 3 m Auflösung, Szenengröße 30 km (Breite) × 50 km (Länge *)
ScanSARbis zu 18 m Auflösung, Szenengröße 100 km (Breite) × 150 km (Länge *)
(* StripMap & ScanSAR: Länge der Aufnahme ist erweiterbar bis auf 1650 km. Der Aufnahmestreifen wird in den oben genannten Szenengrößen ausgeliefert.)
Darüber hinaus ermöglicht das einzigartige Design der TerraSAR-X-SAR-Antenne eine Vielzahl von polarimetrischen Kombinationen: Einzel- oder Dual-Polarisation und sogar vollpolarimetrische Datensätze sind möglich.
Abhängig von der gewünschten Anwendung kann eine von vier verschiedenen Produkttypen (Verarbeitungsebenen) ausgewählt werden
- Single-Look Slant Range Complex (SSC)
- Multi Look Ground Range Detected (MGD)
- Geocoded Ellipsoid Corrected (GEC)
- Enhanced Ellipsoid Corrected (EEC)

## Vorteile der Radartechnologie
RADAR steht für Radio Detection and Ranging und beinhaltet traditionell:
- Distanzmessung (EDM) mittels Laufzeitmessung reflektierter Signale,
- Richtungsmessung über die Ausrichtung der Antenne, und neuerdings
- auch andere Analysen wie SAR, Polarisation, Interferometrie etc.

Satelliten mit Radartechnik sind im Vergleich zu optischen Kamerasystemen noch relativ neu. Die Auflösung (Detailschärfe) ist durch die größere Wellenlänge prinzipiell geringer, aber Radar hat andere Vorteile: Radar ist unabhängig von Beleuchtungs- und Wetterverhältnissen, sodass Bilder zu jeder Tages- oder Nachtzeit und unabhängig von Bewölkung akquiriert werden können. Dies trägt wesentlich zur Zuverlässigkeit des Systems bei, eine Eigenschaft, die für viele Anwendungen und Benutzer erforderlich ist.
Frühe Radarsatellitentechniken waren z. B. die Altimetrie (Höhenmessung über dem Meer), Seasat (NASA, 1978 gestartet), Bestimmung von Wellen/Wind oder Bodendaten. Heutzutage können wir zum Beispiel die Geschwindigkeit von anderen Satelliten und die langsame Verformung von Vulkanen auf mm/s genau messen (GRACE). Das Militär hat Radar schon seit den späten 1930ern und Radarsatelliten seit mindestens 1978 genutzt.

## Innovationen bei TerraSAR-X
TerraSAR-X weist einige technisch-wissenschaftliche Neuerungen auf. Eine dieser Innovationen ist eine Art Zoom, mit dem die Auflösung umgekehrt proportional zum Abtastbereich im Verhältnis 1:10 veränderbar ist. Damit kann entweder ein größeres Gebiet mit niedriger Auflösung oder ein kleineres Gebiet mit hoher Auflösung erfasst werden.
Ferner lässt sich der Antennenstrahl über die Antennenelektronik innerhalb eines Winkelbereichs ausrichten und so der Blickwinkel ändern (vgl. Phased-Array-Antenne). Frühere Radarsatelliten konnten den Antennenstrahl nur in eine Richtung abstrahlen.
Eine weitere Neuheit, die zeitgleich sowohl auf dem deutschen TerraSAR-X als auch auf dem US-amerikanischen NFIRE-Satelliten erfolgreich getestet wurde, ist das Laser Communication Terminal (LCT), das von Tesat-Spacecom in Zusammenarbeit mit dem DLR entwickelt wurde. Diese zwei Tesat-LCTs im Low Earth Orbit (LEO) wurden für eine gemeinsame Kampagne des US-amerikanischen Department of Defense und des deutschen Verteidigungsministeriums eingesetzt. Nachdem zahlreiche LEO-Inter-Satelliten-Verbindungen in verschiedenen Konfigurationen durchgeführt wurden, übermittelten die LCTs Hunderte von Terabytes mit 5,6 Gbit pro Strecke in variierenden Bereichen bis zu 5500 km Entfernung. LCT-In-Orbit-Operationen sowie das Linkmanagement mit Optical Ground Station (OGS) wurde erfolgreich in komplexen Szenarien mit verschiedenen S/C-Bodenregelungsnetzwerken getestet.

## Scannen und Bahn
Durch das schwenkbare Radar – zusammen mit anderen Verfeinerungen (Präzession der Erdabplattung) – kann jeder Ort der Erde innerhalb von ein bis drei Tagen beobachtet werden. Für einen bestimmten Punkt auf der Erde hat TerraSAR-X einen Zyklus von 11 Tagen, um exakt diesen Punkt mit der gleichen Aufnahmegeometrie wieder zu erreichen. Allerdings kann der gleiche Punkt mit veränderter Aufnahmegeometrie (z. B. anderem Einfallswinkel oder Blickrichtung) schneller wieder aufgenommen werden. Die Zeit reduziert sich in Richtung der Pole; das nördliche Europa beispielsweise hat typischerweise einen Zyklus von drei bis vier Tagen, bis der ausgewählte Punkt wieder erreicht wird.

## Bodensegment
Die am Boden operierenden Mechanismen und Steuerungen für TerraSAR-X wurden vom DLR in Oberpfaffenhofen entwickelt. Es besteht aus der Missionsbetriebseinrichtung (Mission Operating Equipment), dem Nutzlastbodensegment (Payload Ground Segment) und der Instrumentenbetriebs- und Kalibrierungseinrichtung (Instrument Operation and Calibration Segment). An der Basis des Bodensegments liegen das Deutsche Raumfahrt-Kontrollzentrum (GSOC), das Deutsche Fernerkundungsdatenzentrum (DFD) sowie Institute für Methodik der Fernerkundung (MF) und das Institut für Hochfrequenztechnik und Radarsysteme (HR), die alle Teil des DLR sind. Des Weiteren gibt es das Service-Segment der Infoterra GmbH, welches für den Vertrieb der TerraSAR-X-Daten für kommerzielle Kunden verantwortlich ist und höherwertige Produkte und Services auf Basis der TerraSAR-X Daten herstellt und ebenfalls vertreibt.

## Anwendungen
Anwendungen der hochauflösenden TerraSAR-X-Radarbilder sind:
- Topographische Kartierung: 2D und 3D, in Maßstäben bis zu 1:25.000, Kartenaktualisierungen
- Bewegungen der Erdoberfläche: Aufbauend auf Zeitserien, die von TerraSAR-X über der gleichen Fläche aufgenommen werden, können durch interferometrie Bewegungen der Erdoberfläche, wie sie Bergbau, Öl-/Gasförderung, Tiefbauarbeiten oder Ausgrabungen verursachen, millimetergenau gemessen werden.[7]
- Veränderungsanalysen: für die Überwachung von großen Bauprojekten, Infrastrukturnetzen sowie die Überwachung und Dokumentation von Veränderungen und Entwicklungen.
- Landbedeckungs- und Landnutzungskartierung: genaue und aktuelle Landbedeckungs-/Landnutzungsdaten, auch von Gebieten, die aufgrund von permanenter Wolkenbedeckung mit anderen Technologien schwierig zu überwachen sind.
- Verteidigungs- und Sicherheitsanwendungen: Anwendungsgebiete in diesem Bereich umfassen die Unterstützung einer effektiven Einsatzplanung, eine schnelle Beurteilung der Auswirkungen von Naturkatastrophen und Krisensituationen oder eine verbesserte Überwachung von Grenzen durch die Grenzkontrollen durch das Aufdecken von Routen (Veränderungen) und sich bewegenden Objekten
- Schnelle Kriseneinsatzplanung: TerraSAR-X ist eine zuverlässige Quelle für Informationen im Falle von Naturkatastrophen oder Krisensituationen (z. B. Erdbeben, Überschwemmungen, militärische Konflikte etc.), da jeder Ort auf der Erde innerhalb von ein bis drei Tagen erreicht werden kann und unabhängig von Wetter- und Lichtbedingungen abgebildet werden kann. Die Bereitstellung zuverlässiger Informationen für das Katastrophenmanagement und die Einsatzplanung ermöglicht die Beurteilung von Schäden an besiedelten Gebieten und Verkehrsinfrastrukturen, die Festlegung von Einsatzschwerpunkten und eine effiziente Koordinierung der Rettungsaktionen.[8][9]
- Umweltschutzanwendungen, z. B. Überwachung von Waldflächen, Hochwasser-Risikomanagement,[10] Geoinformationen zur Wasserqualität.
- Weitere Anwendungen, die derzeit geprüft werden: Verkehrsüberwachung, maritime Anwendungen, Untersuchung der Vegetation und ihrer Veränderung.

## Wissenschaftliche Nutzung der TerraSAR-X-Daten
Die wissenschaftliche Nutzung der TerraSAR-X Daten wird durch das TerraSAR-X Science Service-System vom DLR koordiniert. Die neuen hochwertigen Datensätze, die vom TerraSAR-X aufgenommen werden, bilden eine Grundlage für eine Fülle neuer Forschungsvorhaben, zum Beispiel in den Bereichen Ökologie, Geologie, Hydrologie und Ozeanographie. Die Erforschung kleinster Bewegungen der Erdoberfläche (Plattentektonik, Vulkanismus, Erdbeben) sind weitere wissenschaftliche Anwendungsbereiche.
Im Film Palmyra – Entdeckung aus dem Weltall (2013) der ZDF-Sendereihe Terra X wird weiterhin illustriert, wie der Satellit gestartet und für die archäologische Erkundung der legendären Wüstenstadt Palmyra genutzt wurde, und unter anderem dabei behilflich war, bisher unbekannte Stadtteile zu entdecken.

## Kommerzielle Nutzung der TerraSAR-X-Daten
Um den wirtschaftlichen Erfolg der Mission zu gewährleisten, gründete die Astrium GmbH im Jahr 2001 die 100-prozentige Tochtergesellschaft Infoterra GmbH, welche die kommerzielle Vermarktung der TerraSAR-X-Daten sowie der darauf basierenden Geoinformationsprodukte und -dienste übernimmt. Die Infoterra GmbH ist 2017 in die Airbus Defence and Space GmbH übergegangen.

### Kontroverse
Die Oppositionsparteien Bündnis 90/Die Grünen und Die Linke bemängeln, dass die für nicht-kommerzielle Nutzung freigegebenen Daten zwar dem Wirtschaftsministerium als dem DLR vorgesetztem Ministerium gehören, das Verteidigungsministerium die Daten jedoch erneut von EADS Astrium für 475 Millionen Euro kaufen will.

## Erweiterung durch TanDEM-X
TanDEM-X (TerraSAR-X-Add-on für Digitale Elevationsmessungen) ist ein zweiter, nahezu baugleicher Radarsatellit, der parallel zu TerraSAR-X seit Oktober 2010 mit nur 200 Metern Abstand fliegt. Diese einzigartige Tandem-Satellitenkonstellation liefert die Datengrundlage für das globale digitale Höhenmodell WorldDEM, das in der Kombination aus Qualität, Genauigkeit und Abdeckung einzigartig ist.

## Andere SAR-Satelliten
Beispiele
- ENVISAT
- ERS-1 und -2
- SAR-Lupe
- Advanced Land Observing Satellite (ALOS)
- RADARSAT-1
- RADARSAT-2
- COSMO-Skymed
- Topex
- Lacrosse
- Yaogan Weixing